# Internationella dagen mot våld mot kvinnor
Internationella dagen mot våld mot kvinnor, även kallad Orange Day (sedan 2008), infaller den 25 november varje år.
Dagen instiftades av FN:s generalförsamling år 1999 som en påminnelse om Deklarationen om avskaffande av våld mot kvinnor (antagen 1993). Dagen bestämdes till den 25 november för att hylla de tre systrarna Mirabal(en) som kämpade mot diktaturen i Dominikanska republiken och avrättades den 25 november 1960 av landets diktator Rafael Trujillo. I resolutionen slog man fast att våld mot kvinnor är ett hinder för jämställdhet i samhället i juridisk, social, politisk och ekonomisk mening. Våld mot kvinnor är enligt resolutionen handlingar som orsakar fysisk, sexuell eller psykologisk skada, både om det sker i det offentliga eller i privata sammanhang.
År 2008 startade FN:s dåvarande generalsekreterare Ban Ki-moon FN-kampanjen UNiTE To End Violence Against Women för att stödja civilsamhället och det globala initiativet 16 Days of Activism against Gender-Based Violence. 16 days startar varje år den 25 november på internationella dagen mot våld mot kvinnor och avslutas den 10 december på Internationella dagen för mänskliga rättigheter.